# Janusz Ratajczak (śpiewak)
Janusz Ratajczak (ur. w 1962 w Szczecinku) – polski śpiewak operowy, tenor, solista bydgoskiej Opery Nova, absolwent Akademii Muzycznej w Bydgoszczy, profesor doktor habilitowany wykładający śpiew klasyczny w Akademii Muzycznej w Łodzi oraz ówczesny nauczyciel śpiewu w Państwowej Szkole Muzycznej w Inowrocławiu i Toruniu.

## Życiorys
Ukończył Technikum Mechaniczne w Szczecinku i śpiewał w Chórze De Profundis, w którym poznał swoją żonę. Po maturze rozpoczął dzienne studia wokalno–aktorskie na Akademii Muzycznej w Bydgoszczy w klasie śpiewu st. wykł. Ireny Maculewicz – Żejmo, które ukończył w 1989 roku z dyplomem magistra sztuki. Wokalistykę klasyczną studiował wspólnie ze swoją żoną mezzosopranistką Małgorzatą Ratajczak, z którą występuje także na wielu scenach operowych. Zanim rozpoczął studia wygrał Ogólnopolski Konkurs im. Stanisława Moniuszki w Kudowie – Zdroju. Po ukończeniu studiów kontynuował szkolenie głosu pod kierunkiem wybitnego tenora i pedagoga prof. Romana Węgrzyna. Na V roku zadebiutował rolą Franka w przedstawieniu opery Flis Stanisława Moniuszki, wystawionym na deskach bydgoskiej opery. Współpracował także z wieloma innymi polskimi teatrami takimi jak: Teatr Muzycznym w Gliwicach, Teatr Wielki w Warszawie, Opera Krakowska, Opera Wrocławska, Opera Bałtycka w Gdańsku, Opera na Zamku w Szczecinie, Teatr Muzyczny w Poznaniu, Teatr Wielki w Poznaniu i Opera Śląska w Bytomiu. Koncertował poza granicami kraju m.in. w Danii, Beneluksie, Austrii, Włoszech, Francji, Niemczech, Szwajcarii oraz na Malcie i Sycylii. Jest solistą zatrudnionym w Operze Nova w Bydgoszczy.
Śpiewak w swoim dorobku artystycznym posiada ponad 50 ról scenicznych. Wcielał się w takie postacie jak: Stefan w Strasznym dworze i Jontek w Halce  Moniuszki, Leński w operze Eugeniusz Oniegin Czajkowskiego, Alfred w Traviacie i Manrico w Trubadurze Verdiego, Hoffmann w Opowieściach Hoffmanna Offenbacha, Don José w Carmen Bizeta (rola uhonorowana nagrodą Złota Maska), Faust w operze Mefistofeles Boita, Cavaradossi w Tosce i Pinkerton w Madame Butterfly, Pucciniego, Turiddu w operze Rycerskość wieśniacza Mascagniego i Arlekin w operze Cesarz Atlantydy Ullmana. Z ról operetkowych wymienić można Kamila w Wesołej wdówce i Sou Chonga w Krainie uśmiechu Lehára, Adama i Stanisława w Ptaszniku z Tyrolu Zellera, Tassila w Hrabinie Maricy Kalmana oraz Alfreda i Eisensteina w Zemście nietoperza, a także Księcia Urbino w Nocy w Wenecji Straussa.
Solista wziął udział w pierwszym w historii nagraniu DVD opery Manru I.J. Paderewskiego, w którym odtwarza rolę tytułową. Realizacja ta została nagrodzona „Złotym Orfeuszem” w Paryżu jako najlepsza inicjatywa wizualna. Wśród nagrań płytowych artysty wyróżnić można Mszę Koronacyjną C-dur Wolfgana Amadeusza Mozarta pod dyrekcją Sylwestra Matczaka z towarzyszeniem Capelli Bydgostiensis i Chóru Akademickiego UKW, Requiem Mozarta pod dyrekcją Bernarda Mendlika z towarzyszeniem Orkiestry Symfoników Bydgoskich i Chóru Akademickiego UKW oraz cztery płyty z muzyką religijną w projekcie zespołu Trim. W dorobku naukowym Janusz Ratajczak posiada publikację pracy pt. Wykonawstwo Wybranych Pieśni Kompozytorów Polskich Przełomu XIX i XX wieku (z płytą CD z pieśniami w wykonaniu tenora z towarzyszeniem W. Łukaszewskiej – fortepian).
Tenor od lat prowadzi także czynną działalność pedagogiczną. Jest członkiem Polskiego Stowarzyszenia Pedagogów Śpiewu. W 2000 roku uzyskał kwalifikacje I stopnia, zaś w 2009 roku stopień doktora habilitowanego. W latach 1991–1992 był nauczycielem śpiewu w Zespole Szkół Muzycznych w Toruniu. Od 1992 do 2009 roku był nauczycielem śpiewu w Państwowej Szkole Muzycznej II st. w Inowrocławiu. W latach 1999–2002 był asystentem na Wydziale Wokalno-Aktorskim w swojej macierzystej uczelni Akademii Muzycznej w Bydgoszczy, a od 2004 do 2009 roku adiunktem na Wydziale Edukacji Muzycznej Uniwersytetu Kazimierza Wielkiego w Bydgoszczy. Od 2009 wykłada klasyczny śpiew solowy w Akademii Muzycznej w Łodzi. W 2013 roku został mianowany przez Prezydenta Rzeczypospolitej Polskiej profesorem tytularnym.
Prywatnie jest mężem mezzosopranistki Małgorzaty Ratajczak, ojcem tenora Łukasza Ratajczaka i teściem sopranistki Hanny Okońskiej-Ratajczak. Jego drugi syn Dawid również uczęszczał do szkoły muzycznej.
W 2018 roku wspólnie ze swoją małżonką obchodził 30-lecie pracy artystycznej w bydgoskiej operze Nova.